# The Streeter
The Streeter is een wolkenkrabber in Chicago, Verenigde Staten. De bouw van de woontoren begon in 2005 en werd in 2007 voltooid.

## Ontwerp
The Streeter is 156,67 meter hoog en telt 50 verdiepingen. Het modernistische gebouw is door Solomon Cordwell Buenz and Associates ontworpen en gebouwd van beton.
Het gebouw bevat naast de 50 bovengrondse bouwlagen ook 1 ondergrondse verdieping. Daarnaast bevat het 6 liften, 481 woningen. ruimte voor detailhandel en een parkeergarage.